# Alter Ego (série télévisée)
Pour les articles homonymes, voir Alter ego.
Production
Diffusion
Alter Ego est une série télévisée française réalisée par Philippe Dajoux.
Cette fiction est une coproduction de Quelle aventure ! et Empreinte Digitale pour TF1.

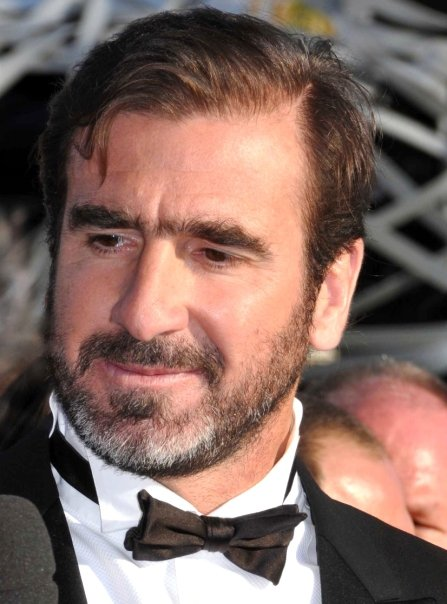
Éric Cantona.

## Distribution
- Éric Cantona : Joseph Campana
- Bruno Sanches : Samy Kaddourian
- Adèle Gallois : Lyna Rochefort
- Juliet Lemmonier : Pamela
- Maxence Danet-Fauvel : Berthier

## Production

### Genèse et développement
Deux ans après la diffusion du téléfilm Le Colosse aux pieds d'argile, Anne Didier, la directrice artistique du pôle fiction de TF1 dévoile lors du festival Séries Mania en mars 2025 à Lille les projets de fiction de la chaîne, au premier rang desquels figure la série Alter ego avec l'ancien footballeur Éric Cantona en tête d'affiche, une série de six épisodes dont le tournage débutera à la mi-mai du côté de Marseille. 
La série est créée par Anne Viau, Thomas Saignes et Nicolas Robert, en collaboration avec Karine Elghozi
, et le scénario est écrit par Karine Elghozi, Nicolas Douay, Arie Chamouni et David Robert,,.
Cette fiction policière est une coproduction de Quelle aventure ! et Empreinte Digitale pour TF1,,,.

### Attribution des rôles
Le rôle principal est dévolu à l'ex-star du ballon rond Éric Cantona qui, après les séries Brigade anonyme et Murder Club sur M6 et le téléfilm Le Colosse aux pieds d'argile sur TF1, campe ici un flic taiseux qui revient dans sa ville natale de Marseille après avoir passé trente ans à Paris,,,.
Face à lui, le second rôle est tenu par Bruno Sanches, qui campe un avocat compétent mais bordélique,,,.

### Tournage
Le tournage de la série se déroule à partir du 21 mai 2025 à Marseille, dans le département des Bouches-du-Rhône en région Provence-Alpes-Côte d'Azur,,,,,.
Plus précisément, le tournage a été vu au 90 boulevard des dames 13002 Marseille.

### Fiche technique
Sauf indication contraire, les informations mentionnées dans cette section peuvent être confirmées par les bases de données cinématographiques  présentes dans la section « Liens externes ».
- Titre français : Alter Ego
- Genre : Policier[1],[7],[10]
- Création : Anne Viau, Thomas Saignes et Nicolas Robert[3],[4],[5],[6], en collaboration avec Karine Elghozi[2],[11]
- Réalisation : Philippe Dajoux[4],[10],[5]
- Scénario : Karine Elghozi, Nicolas Douay, Arie Chamouni et David Robert[2],[4],[5],[6],[11]
- Photographie : Bruno Rosanvallon[4]
- Sociétés de production : Quelle aventure ! et Empreinte Digitale[1],[3],[4]
- Société de distribution : TF1[3],[4]
- Pays de production :  France
- Langue originale : français
- Format : couleur
- Nombre de saisons : 1
- Nombre d'épisodes[1],[7],[8] : 6
- Durée : 52 minutes[3],[5]
- Dates de première diffusion :